# 坚喙薹草
坚喙薹草（学名：Carex litorhyncha）为莎草科薹草属的植物，为中国的特有植物。分布于中国大陆的云南等地，目前尚未由人工引种栽培。